# Cincinnata schoutedeni
Cincinnata schoutedeni là một loài bọ cánh cứng trong họ Cerambycidae.